# Вилка пасічницька

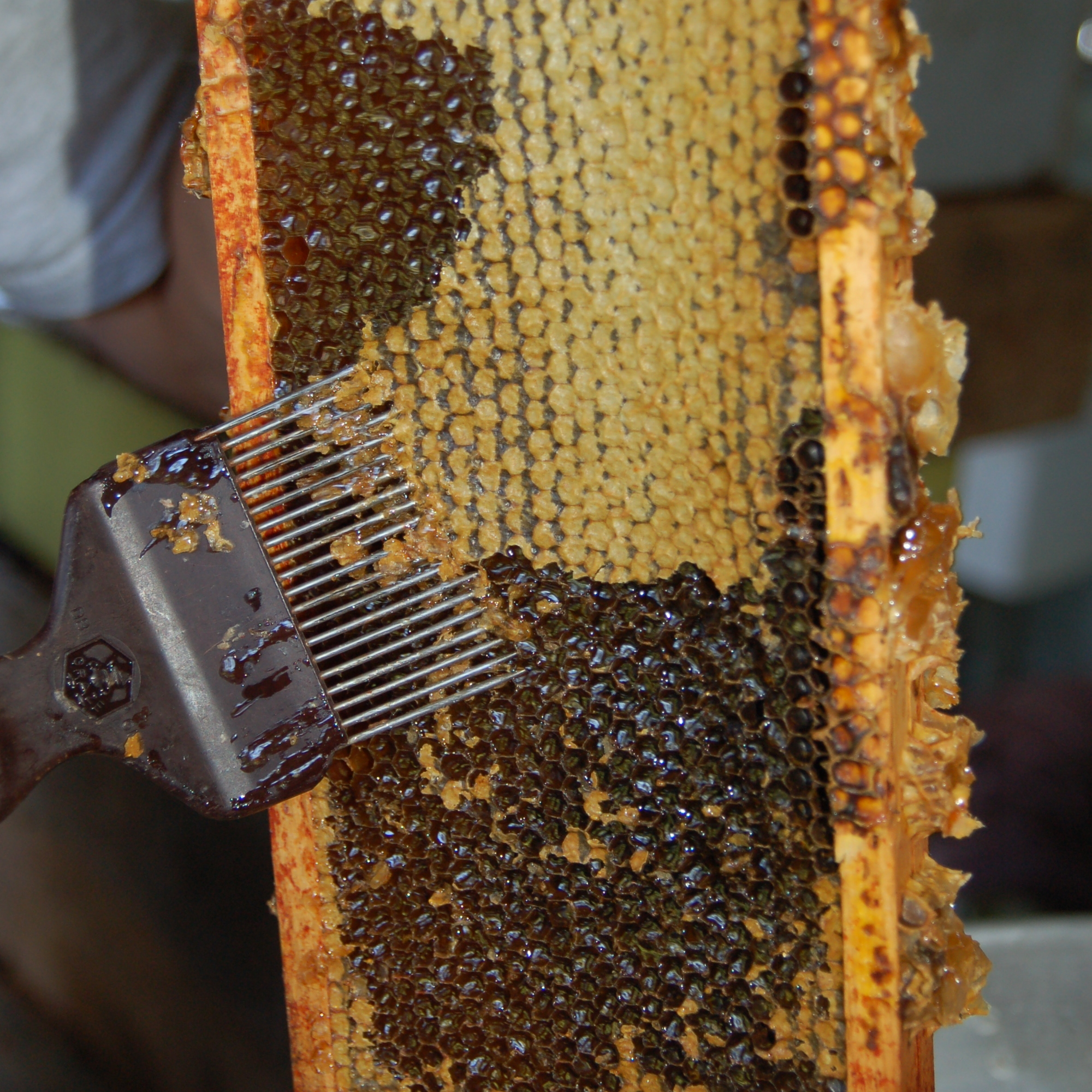
Розпечатування стільників вилкою

Ви́лка па́січни́цька — інструмент для розпечатування стільників перед відкачуванням меду, іноді використовується замість ножа.
Складається із двадцяти сталевих, заточених голок, запаяних у пластикову основу, яка переходить у руків'я. До поширення пластикових виробів, вилки виготовлялися із дерева та металу: голки припаювалися до латунної основи (товщиною 1,5-2,0 мм), а руків'я виготовляли дерев'яним.